# Yoane Wissa
Yoane Wissa (Épinay-sous-Sénart, 3 de setembro de 1996) é um jogador de futebol profissional que atua como atacante ou ponta-esquerda no clube Premier League Brentford. Nascido na França, ele representa a seleção nacional da República Democrática do Congo em nível internacional.
Formado nas categorias de base do Châteauroux, Wissa começou sua carreira profissional no clube em 2015. Após uma passagem pelo Angers, ele foi transferido para o Lorient em 2018. Wissa fez parte do time do Lorient que terminou a temporada 2019-20 como campeão da Ligue 2. Após uma temporada na Ligue 1, ele se juntou ao Brentford em 2021.

## Carreira no clube

### Primeiros anos
Wissa começou sua carreira juvenil como goleiro aos sete anos de idade. Ele jogou pelo clube juvenil local, Épinay-sous-Sénart, antes de passar para o meio-campo e depois para o ataque. À medida que sua carreira juvenil progredia, ele também se tornou hábil como ponta e número 10. Wissa começou sua carreira sênior como atacante no Châteauroux e progrediu pela equipe reserva para entrar no primeiro time durante a temporada de 2015-16 da Championnat National, que terminou com 24 aparições e sete gols. Uma transferência para o clube da Ligue 1, Angers, ocorreu em 2016, mas Wissa conseguiu apenas duas aparições como substituto durante a primeira metade da temporada 2016-17 e jogou grande parte de 2017 fora, emprestado aos clubes da Ligue 2, Laval e Ajaccio.

### Lorient
Em janeiro de 2018, Wissa foi transferido para o Lorient, clube da Ligue 2, e imediatamente se estabeleceu no clube que buscava a promoção. A promoção para a Ligue 1 foi alcançada no final da temporada 2019-20, quando os 15 gols de Wissa em 28 jogos ajudaram o clube a conquistar o campeonato da Ligue 2. Ele fez 38 aparições e marcou 10 gols durante a temporada 2020-21, na qual o Lorient evitou por pouco terminar nas vagas do playoff de rebaixamento. Wissa deixou o clube em agosto de 2021 com 128 jogos e 37 gols.

### Brentford
Em 10 de agosto de 2021, Wissa mudou-se para a Inglaterra para se juntar ao recém-promovido clube da Premier League Brentford em um contrato de quatro anos, com a opção de mais um ano, por uma taxa não revelada, estimada em £ 8,5 milhões. Apesar de não ter conseguido se juntar ao clube durante a pré-temporada após passar por uma cirurgia no olho, Wissa marcou cinco gols em suas primeiras seis partidas pelo clube. Sua dobradinha na vitória por 7 a 0 na terceira rodada da Copa da Liga Inglesa sobre o Oldham Athletic em 21 de setembro de 2021 foi reconhecida com uma vaga no Time da Rodada da Copa da Liga Inglesa e seu segundo gol, um chute de bicicleta, foi eleito Gol da Rodada e Gol do Torneio. A sequência de gols de Wissa foi encerrada por uma pancada no tornozelo sofrida em meados de outubro de 2021. Wissa encerrou a temporada 2021-22 com 34 jogos e 10 gols.
Wissa foi escalado em uma mistura de funções de titular e substituto e marcou sete gols em 40 partidas durante a temporada 2022-23, na qual o Brentford estava na disputa por uma vaga europeia no último dia.
Uma lesão de longa duração sofrida pelo novo centroavante Igor Thiago durante a pré-temporada de 2024–25 permitiu que Wissa começasse a temporada regular na posição. Ele começou a temporada com três gols em quatro jogos como titular na Premier League e três gols em quatro jogos em novembro de 2024 o fizeram ser indicado ao prêmio de Jogador do Mês da Premier League. O 37º gol de Wissa na Premier League, marcado no empate por 2 a 2 com o Manchester City em 14 de janeiro de 2025, fez dele o maior artilheiro do clube na Premier League.

## Carreira internacional
Wissa foi convocado pela primeira vez para a seleção da RD do Congo para dois jogos amistosos em outubro de 2020. Ele marcou seus dois primeiros gols internacionais em sua segunda e terceira partidas, em amistosos e nas eliminatórias da Copa do Mundo da FIFA de 2022 contra Marrocos, respectivamente. 
Wissa fez parte da seleção da RD do Congo que se classificou para a Copa das Nações Africanas de 2023 e foi convocado para a final do torneio. Ele apareceu em cada partida e marcou dois gols durante a corrida da equipe para o play-off do terceiro lugar, que foi perdido nos pênaltis para a África do Sul. As atuações de Wissa foram reconhecidas com um lugar na Equipe do Torneio.

## Estilo de jogo
Wissa foi descrito como um jogador que "se encaixa em muitas posições diferentes", incluindo ponta, número 10 e atacante. Ele tem “ritmo e potência”, é “uma ameaça nas costas”, “tem boa capacidade de enfrentar jogadores e criar sobrecargas” e “boas capacidades de pressão”.

## Vida pessoal
Nascido na França de ascendência congolesa, Wissa fala a língua lingala. Adquiriu a nacionalidade francesa em Dezembro de 2000, por efeito colectivo da naturalização dos seus pais.
Antes de tomar a decisão de se concentrar no futebol aos 15 anos, ele também jogou rúgbi. Ele foi vítima de um ataque com ácido em julho de 2021 e se recuperou totalmente de uma cirurgia ocular de emergência.

## Estatísticas de carreira

### Seleção
- Atualizado até match played 9 September 2024[25]

| Seleção nacional               | Ano   | Aplicativos | Metas |
| ------------------------------ | ----- | ----------- | ----- |
| República Democrática do Congo | 2020  | 2           | 1     |
| República Democrática do Congo | 2022  | 6           | 1     |
| República Democrática do Congo | 2023  | 8           | 1     |
| República Democrática do Congo | 2024  | 13          | 2     |
| Total                          | Total | 29          | 5     |

## Títulos
Lorient
- Ligue 2: 2019–20 [2]

#### Individual
- Seleção do Torneio da Copa das Nações Africanas: 2023[19]